# 大赤見城
大赤見城（おおあかみじょう）は、愛知県一宮市にあった日本の城（平城）。

## 概要
一宮市大赤見地内市場屋敷付近を中心施設としたと見られ、一帯には地下中屋敷・地下西屋敷・地下東屋敷・市場東屋敷・市場地下屋敷・下市場等の小字名が残り、市場を備えたかなり完成された城下があったことが窺える。
諸書に織田平七郎が居住したと伝わり、『尾張名所図会』は「服部系図」によって、織田弾正左衛門尉勝久とその子平七郎久長がここに居住し、久長が楽田村に移った後に弟敏任の子孫が移住して服部と改姓し、その後裔が桶狭間の戦いで活躍した服部小平太であるとする。しかし、「服部系図」の前半部が江戸時代に作られた信憑性の低い「織田系図」とほぼ一致することから、自身の古い系図を持たない服部氏が家系を結びつけたものと解され、「服部系図」により大赤見城主を織田久長とするのは誤りであって、特定の人物には比定できないという見方もある。
赤見の地は、天正12年（1584年）の小牧・長久手の戦いの末期、羽柴秀吉の第二次尾張出馬の際に戦場となったことから、同年10月には徳川家康が当城に西郷家員を入れて守備させた。

## 現在の状況
2019年（令和元年）現在、県の遺跡番号「02Y018」として周知の埋蔵文化財包蔵地になっているが、神明社・住宅地になっており、地表上に石碑以外のものは残っていない。

## 所在地
愛知県一宮市赤見2丁目5